# Denis Hills
Denis Cecil Hills, né le 8 novembre 1913 à Birmingham, en Angleterre et mort le 26 avril 2004 à Richmond, est un auteur, enseignant, voyageur et aventurier britannique. Il acquiert une notoriété internationale en 1975 alors qu'il vit en Ouganda et est condamné à mort pour espionnage et sédition à la suite de commentaires sur le président Idi Amin Dada présents dans un de ses livres. Après qu'Amin a repoussé les appels à la clémence de la reine Elizabeth, Hills est libéré et autorisé à retourner au Royaume-Uni à la suite de l'intervention du gouvernement britannique.

## Biographie
Hills naît dans la banlieue de Birmingham, à Moseley. Il fréquente la King Edward's School de Birmingham avant d'aller à l'Université d'Oxford en 1932 où il suit le cursus « Philosophie, politique et économie » au Lincoln College. En 1935, il quitte Oxford pour voyager à travers l'Allemagne, se finançant en écrivant pour le Birmingham Post.
De retour en Angleterre, Hills travaille brièvement chez Shell-Mex & BP avant de déménager en Pologne en 1937 en tant que rédacteur en chef anglais d'un magazine culturel. Le livre de Hills, Return to Poland, montre sa fascination pour la Pologne d'avant-guerre et, en 1939, il s'installe à Varsovie pour enseigner l'anglais. Au début de la guerre, il s'installe en Roumanie où il travaille avec le British Council. Il est un temps détaché auprès de la brigade des lanciers des Carpates polonaises du général Kopanski, puis du King's Own Royal Regiment. Il rejoint ensuite la 5e division Kresowa en Irak et en Palestine avant d'être envoyé en Italie en 1944.
En 1944, Hills sert comme officier de la huitième armée britannique en Italie. Il combat avec la Brigade polonaise des lanciers des Carpates et le King's Own Royal Regiment pendant la Seconde Guerre mondiale . Après la bataille de Monte Cassino, il participe à la mise en œuvre des accords de rapatriement de Yalta. Il constate que des milliers d'Ukrainiens et de Russes sont envoyés dans des goulags ou condamnés à mort, épisode connu sous le nom d'opération Keelhaul. Hills ne peut l'accepter car ils ont combattu aux côtés des Alliés contre les nazis et il fait tout ce qui est en son pouvoir pour contrecarrer le retour du plus grand nombre. Norman Davies dans son livre Europe: A History et Alexandre Soljenitsyne dans L'Archipel du Goulag reconnaissent le rôle de Hills. Ces documents retranscrivent une correspondance que Hills a avec Nikolaï Tolstoï, le professeur Hugh Trevor-Roper, Nicholas Bethell et bien d'autres, ainsi que des documents du Public Record Office, qui aident à montrer ce qui s'est réellement passé. Hills adopte une ligne tout aussi humaine et indépendante sur la question du SS Fede, une carcasse décrépite, ancrée au large de La Spezia et abritant 1 200 Juifs polonais, survivants de l'Holocauste déterminés à se rendre en Palestine face à un Blocus britannique et des quotas sur l'immigration juive. Les Juifs sont en grève de la faim et leurs chefs menaçaient de faire sauter le bateau si les Britanniques refusent de les laisser naviguer. Hills persuade les autorités de détourner le regard alors que le Fede lève l'ancre, un épisode immortalisé par Leon Uris dans son roman Exodus,.
À la fin de la guerre, Hills devient interprète et officier de liaison auprès de la mission militaire soviétique à Tarente. Après avoir été démobilisé, il enseigne l'anglais en Allemagne et pédale du cercle polaire arctique à Salonique. En 1955, il s'installe en Turquie pour enseigner l'anglais à Ankara avant de devenir instructeur à l'Université technique.
En 1963, Hills déménage en Ouganda. Il enseigne à l'Université Makerere de Kampala quand Idi Amin prend le pouvoir en 1971. Hills parle d'Amin dans le livre qu'il écrit, The White Pumpkin et est arrêté en avril 1975, accusé d'espionnage et de sédition. Jugé devant un tribunal militaire, il est condamné à mort par un peloton d'exécution pour avoir qualifié le dictateur de « Néron noir » et de « tyran de village ». La reine Elizabeth intercède en faveur de Hills et le secrétaire aux Affaires étrangères de l'époque, James Callaghan, s'envole pour Kampala pour ramener Hills à la maison,. En 1981, Hills joue son propre personnage dans le film Rise and Fall of Idi Amin,. L'incident est évoqué par le comédien gallois Max Boyce dans sa chanson hommage aux légendes du rugby connues sous le nom de Pontypool Front Row, « Nous avons eu des problèmes en Ouganda, avec le président Amin / Nous avons dû envoyer un émissaire avec un message de la reine /Pour suspendre l'exécution, mais Amin a répondu "Non" / Jusqu'à ce qu'une carte soit envoyée du Viet Gwent - le Pontypool Front Row »
Hills retourne en Afrique en 1976, voyageant à travers la Rhodésie du Sud, qui est l'objet de son livre Les derniers jours de la Rhodésie blanche. En 1982, il enseigne à Nairobi.
En 1985, Hills retourne en Pologne mais est expulsé à la suite d'un article de la chronique de Peterborough dans le Daily Telegraph, dans lequel il est décrit comme voyageant à travers la Pologne afin d'écrire un « livre moins qu'élogieux sur le régime communiste ».
Hills a une fille, Gillian Hills, de sa première épouse Dunia Leśmianowna, fille du poète symboliste polonais Bolesław Leśmian, et deux fils de sa seconde épouse Ingrid Jan.
Il meurt le 26 avril 2004 de causes naturelles.

## Publications
- Mes voyages en Turquie (Londres : George Allen & Unwin, 1964)
- Homme avec une flûte Lobelia (Londres : George Allen & Unwin, 1969)
- The White Pumpkin (Londres : George Allen et Unwin, 1976)
- Rebel People (Londres : G.Allen & Unwin, 1978)
- Les derniers jours de la Rhodésie blanche (Londres : Chatto & Windus, 1981)
- The Rock of the Wind: a Return to Africa (Londres : Deutsch, 1984)
- Retour en Pologne (Londres : The Bodley Head, 1988)
- Tyrans and Mountains: a reckless life (autobiographie) (Londres : John Murray Publishers, 1992)